# Pofadder
Pofadder è un centro abitato del Sudafrica, situato nella provincia del Capo Settentrionale.